# Nova (журнал)
Nova — немецкий журнал по научной фантастике. Журнал был основан в 2002 году.
С тех пор истории опубликованные в журнале неоднократно номинировались на Kurd-Laßwitz-Preis и Deutscher Science-Fiction-Preis (Немецкий приз по научной фантастике). Два раза истории удостаивались приза Deutscher Science-Fiction-Preis в 2004 и в 2006 году.
Nova считается наряду с такими журналами, как Phantastisch!, Exodus и Quarber Merkur одним из самых важных журналов по научной фантастике в Германии.